# Anjaneyasana
Anjaneyasana (Sanskriet voor spagaathouding) is een houding of asana.
Anjana is de moeder van Hanuman, van de Ramayana, die daarom ook Anjaneya (zoon van Anjana) wordt genoemd. In haar vorige leven was Anjana een godin, maar vanwege een vloek werd ze geboren als een vanara in de Himalaya. Bij de geboorte van haar zoon, Hanuman, verbrak de vloek en na een bepaalde tijd steeg Anjana naar Svargaloka (de hemel). De Hanumanasana is een andere spagaathouding.
| Sanskriet | vertaling                      |
| Anjaneya  | Anjana's zoon Hanuman, spagaat |
| asana     | houding (letterlijk: 'zit')    |

## Beschrijving
De Anjaneyasana levert verwarring op, omdat verschillende yoga's de naam geven aan een verschillende houding. Eén houding is hetzelfde als de Ashwa Sanchalanasana (Diepe Hardloperhouding). Deze houding wordt in het Engels ook wel Lower Lunge Pose, Equestrial Pose en Horse Pose genoemd. In het betreffende artikel hierover meer.
In dit artikel wordt de Anjaneyasana behandeld als de spagaathouding die op de pranayama en de namasté na vergelijkbaar is met de spagaat zoals deze wordt uitgevoerd in het turnen. Hierbij wordt de houding zo uitgevoerd dat de beide benen voor en achter liggen en niet opzij.
De houding begint op het achterwerk, beide benen naar voren gestrekt. Let bij deze houding op een evenwichtige, in hetzelfde tempo doorgaande ademhaling. Laat het linkerbeen sterk en recht naar voren blijft liggen, terwijl het rechterbeen opgepakt wordt en naar achteren gelegd wordt. Draai het gezicht nu naar de rechtervoet, terwijl beide benen recht blijven liggen, in tegengestelde richting. Laat eventuele steun van de handen met de grond los en leg beide handen in namasté tegen elkaar aan.
Het zal duidelijk zijn dat niet iedereen lenig genoeg is deze houding uit te voeren.